# L'habitació
L'habitació (títol original en anglès: Room) és una pel·lícula dramàtica canadenco-irlandesa-americà-britànic dirigida per Lenny Abrahamson, estrenada l'any 2015, basada en la novel·la Room d'Emma Donoghue, autora també del guió de la pel·lícula. S'ha doblat i subtitulat al català.

## Argument
Joy i el seu fill de cinc anys, Jack, són retinguts presoners en un cobert d'un jardí després d'haver estar enganyats pel Vell Nick per tal de poder abusar d'ella. Set anys més tard, la mare i el seu fill són encara tancats en la «Room» Joy planeja escapar quan creu que el nen corre perill, fingeix que està malalt perquè pugui alertar a la policia. Però un cop a casa, comença un altre difícil període d'adaptació a la vida en llibertat, ell amb problemes d'interacció social i ella amb una depressió que la incita a intentar cd suïcidar-se. L'amor entre els dos, però, fa que finalment decideixin intentar recomençar la seva vida.

## Repartiment
- Brie Larson: Joy "Ma" Newsome
- Jacob Tremblay: Jack Newsome
- Joan Allen: Nancy Newsome
- William H. Macy: Robert Newsome
- Sean Bridgers: Vell Nick
- Tom McCamus: Leo
- Amanda Brugel: Oficial Parker
- Joe Pingue: Oficial Grabowski
- Megan Park: Laura
- Cas Anvar: Dr. Mittal

## Premis i nominacions[calcitació]

### Premis
- Festival internacional de cinema de Toronto 2015: premi del públic
- Festival internacional de cinema de Vancouver 2015: VIFF Award a la millor pel·lícula canadenca
- Premis British Independent Film 2015: millor pel·lícula independent internacional
- Festival internacional de cinema dels Hamptons 2015: millor pel·lícula
- Nacional Board of Review Awards 2015:
  - Millor actriu per Brie Larson
  - Millor esperança per Jacob Tremblay
- 2016: Globus d'Or a la millor actriu dramàtica per a Brie Larson

### Nominacions
- Globus d'Or del 2016:
  - Globus d'Or a la millor pel·lícula dramàtica
  - Globus d'Or al millor guió per a Emma Donoghue

## Crítica
- "Un intrigant i esquinçador drama (...) superba interpretació de Brie Larson (...) Larson i Tremblay donen a aquesta truncada però tot i així poderosa adaptació de la novel·la d'Emma Donoghue el seu bategant cor."[5]
- "Una de les pel·lícules més poderoses de l'any (...) Pot ser que L'habitació no sigui un lloc agradable en el qual passar dues hores, però és una pertorbadora experiència que no oblidaràs"[6]